# 曼弗雷多尼亚主教座堂

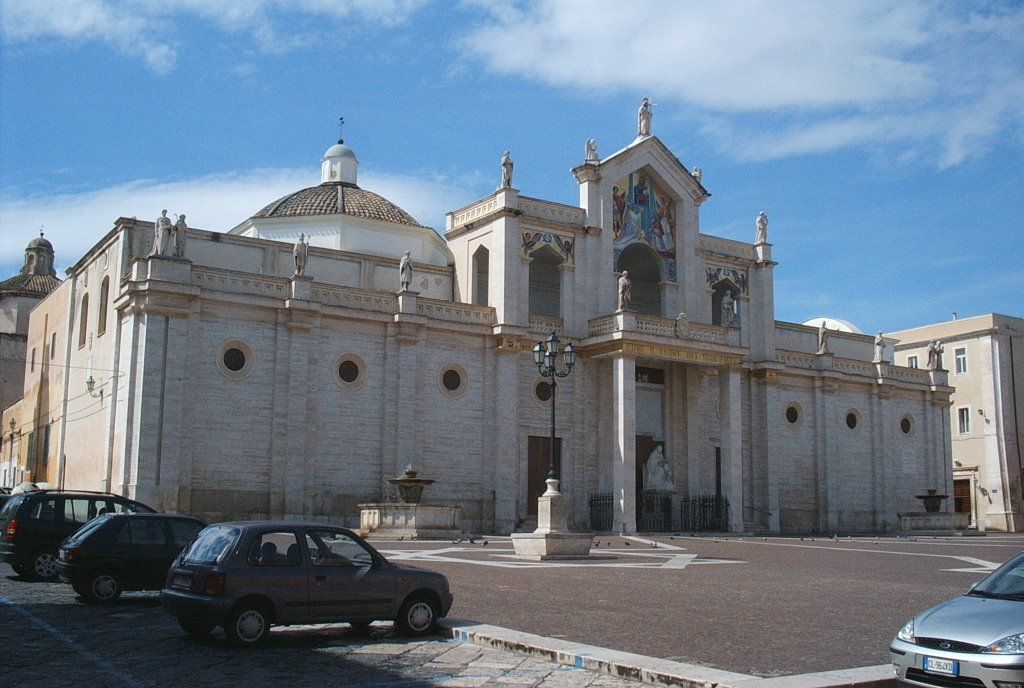

曼弗雷多尼亚圣老楞佐主教座堂 (義大利語：Cattedrale di San Lorenzo Maiorano）位于意大利南部普利亚大区的曼弗雷多尼亚，主保圣人是西旁托的老楞佐，是天主教曼弗雷多尼亚-维耶斯泰-圣乔凡尼罗通多总教区的主教座堂。 

## History
西旁托毁于地震后，主教座堂从西旁托迁往曼弗雷多尼亚。1270年2月7日开工，1274年建成。1620年该堂被土耳其人摧毁。1700年由主教（后来的本笃十三世）重建。钟楼建于1677年。1960年新建大理石立面和若望二十三世雕像。堂内有圣母像，以及1940-1941年的壁画“儒略三世”“本笃十三世”、“圣老楞佐”等。 
1327年10月30日，该市的主保圣人西旁托的老楞佐的圣髑从西旁托迁来。土耳其人摧毁主教座堂时，圣髑大部分被毁，仅剩右臂保存至今。